# Mercado Municipal de Tafí Viejo
El Mercado Municipal de Cercanías de Tafí Viejo es un mercado y paseo comercial y gastronómico ubicado en la ciudad de Tafí Viejo, Provincia de Tucumán, Argentina. Pertenece a la municipalidad de la localidad homónima.

## Historia
Originalmente, el mercado municipal fue inaugurado el 2 de marzo de 1943 por el intendente Vespaciano Brizuela con un costo de ARM 590 000. Este establecimiento comercial contaba con 60 locales de distintos rubros y una fábrica de hielos, funcionando hasta el año 1994 cuando sus instalaciones fueron paulatinamente abandonadas y cerradas al público.
En 2021 se anunció la remodelación y reconstrucción del mercado municipal, comenzando las obras para realizar tal fin ese mismo año. Finalmente, los trabajos finalizaron en 2023, siendo inaugurados el 15 de marzo de ese mismo año con un costo de ARS 1 200 000 000.
En el acto de inauguración estuvieron presentes el ministro de Ambiente de la Nación Juan Cabandié, el senador nacional Pablo Yedlin, el gobernador Juan Manzur, el vicegobernador Osvaldo Jaldo, el legislador Sergio Mansilla y el intendente Javier Noguera.
Actualmente el municipio de encuentra en quiebra pir presunta corrupción en obras públicas a cargo de la intendenta Alejandra Rodriguez

## Descripción
El Mercado ocupa una superficie de 3500 metros cuadrados entre la planta baja y la planta superior. Cuenta con 75 locales comerciales, un paseo gastronómico y comercial y una calle abierta que une los sectores este y sur del mercado. También, se halla el denominado Museo del Limón, el cual cuenta la historia de la cosecha, el cultivo y la industrialización de la fruta homónima ubicado en la planta alta del recinto. Las calles aledañas al mercado fueron ensanchadas e iluminadas y el techo original del establecimiento comercial fue demolido y reemplazado por una cubierta compuesta por paneles fotovoltaicos. Además, se instaló un reloj en la torre central del edificio y una recova en los alrededores de este.